# Borinda
Borinda és un gènere de bambús de la família de les poàcies. És originària de l'est d'Àsia i es troba al Tibet, el Nepal, Sikkim, Bhutan. Comprèn 24 espècies descrites i d'aquestes, només 3 pendents de ser acceptades. El gènere va ser descrit per Christopher Mark Adrian Stapleton i publicat a Edinburgh Journal of Botany 51(2): 284. 1994.

## Descripció
Són plantes perennes. Les tiges de flors de fulla verda. Culms llenyosos i persistents; ramificats a dalt. Plantes desarmades. Fulles amb pèls auriculars, o sense bolets auriculars. Fulla àmplies o estretes, de 6-25 mm d'ample; pseudopeciolades; veteat paral·lel; desarticulades les beines. Contra-lígula present o absent. Plantes bisexuals, amb espiguetes bisexuals; amb flors hermafrodites. Les espiguetes hermafrodites. La inflorescència paniculada.

## Taxonomia
L'espècie tipus és: Borinda macclureana (Bor) Stapleton, sinònim de Fargesia macclureana(Bor).
Estaven dins aquest gènere les següents espècies:
- Borinda albocerea Stapleton , sinònim de Fargesia albocerea J.R. Xue & T.P. Yi
- Borinda angustissima Stapleton , sinònim de Fargesia ferax (Keng) T.P.Yi
- Borinda boliana Stapleton , sinònim de Yushania boliana Demoly
- Borinda contracta Stapleton , sinònim de Fargesia contracta T.P.Yi
- Borinda edulis Stapleton , sinònim de Fargesia edulis T.P.Yi
- Borinda extensa Stapleton , sinònim de Fargesia extensa T.P.Yi
- Borinda farcta Stapleton , sinònim de Fargesia farcta T.P.Yi
- Borinda frigida Stapleton , sinònim de Fargesia frigida T.P.Yi
- Borinda fungosa Stapleton , sinònim de Fargesia fungosa T.P.Yi
- Borinda glabrifolia Stapleton , sinònim de Fargesia glabrifolia T.P.Yi
- Borinda grossa Stapleton , sinònim de Fargesia grossa T.P.Yi
- Borinda hsuehiana Stapleton , sinònim de Fargesia hsuehiana T.P.Yi
- Borinda lushiensis Stapleton , sinònim de Fargesia lushiensis Hsueh & T.P.Yi
- Borinda nujiangensis Stapleton , sinònim de Fargesia nujiangensis Hsueh & T.P.Yi
- Borinda papyrifera Stapleton , sinònim de Fargesia papyrifera T.P.Yi
- Borinda perlonga Stapleton , sinònim de Fargesia perlonga Hsueh & T.P.Yi
- Borinda setosa Stapleton , sinònim de Fargesia setosa T.P.Yi
- Borinda utilis Stapleton , sinònim de Fargesia utilis T.P.Yi

No estan encara catalogades:
- Borinda chigar Stapleton
- Borinda emeryi Stapleton
- Borinda schmidiana (A. Camus) Stapleton